# Unión Europea de Boxeo
La Unión Europea de Boxeo, también conocida como EBU (por las siglas en inglés de la European Boxing Union), es una organización deportiva que organiza competiciones de boxeo en el continente europeo. Actualmente esta asociación se encuentra afiliada al Consejo Mundial de Boxeo (WBC) . Esta federación con sede en Roma, Italia se encarga de regular actualmente tres campeonatos:
- Campeonato de Europa (EBU)
- Campeonato de la Unión Europea
- Campeonato de países Externos a la Unión Europea

##### ¿Todos los títulos son iguales?[2]
El Campeonato de Europa, es de estos tres el más importante considerándose el título EBU-EEU y el título EBU-EU como títulos intermedios utilizados de antesala para acceder al Campeonato de Europa. Las clasificaciones de los diferentes títulos son independientes, entre sí, aunque normalmente los campeones del EBU-EEU y EBU-UE obtienen una buena posición en el ranking de aspirantes al Campeonato EBU.

##### El país de residencia importa[2]
Además, según tu país de residencia, no podrás optar a disputar todos los Campeonatos:
1. Campeonato de Europa (EBU): Pueden participar los residentes de cualquier país del continente europeo (>40 países)
2. Campeonato de la Unión Europea (EBU-EU): Sólo pueden participar los residentes europeos de los países miembro de la Unión Europea
3. Campeonato de países Externos a la Unión Europea (EBU-EE): Sólo pueden participar los residentes europeos de los países que no son miembro de la Unión Europea.

## Historia[1]
Comenzó como Unión Internacional de Boxeo (IBU) en París en 1910. Se cambió el nombre a EBU en 1946. Durante el siglo XX reconoció muchas peleas como mundiales y compitió ante la Asociación Nacional de Boxeo (NBA) de Estados Unidos, por el reconocimiento de sus títulos mundiales.
La EBU pasó por un período de dificultades económicas durante la Segunda Guerra Mundial. Debido a que una de las normas más importantes de esta organización es que todos los luchadores que compita por un título EBU debe ser de origen europeo y residir en Europa; además todas las peleas han de realizarse en territorio europeo, esto hizo muy complicado, sino imposible que la EBU pudiera promover peleas; derivando en una crisis económica en la Unión Europea de Boxeo.
En 1963, la Asociación Nacional de Boxeo se convirtió en la Asociación Mundial de Boxeo (WBA). Además en 1963, se forma el CMB como una escisión de miembros descontentos de las políticas de la AMB y con otras organizaciones como la FIB y la OMB compitiendo para atraer boxeadores, los directivos de la EBU deciden reconocer únicamente títulos regionales.

## Lista de Campeones

### Masculino
| Clase de peso: | Campeón:           | Fecha de obtención:      |
| -------------- | ------------------ | ------------------------ |
| Pesado         | Joe Joyce          |                          |
| Crucero        | Chris Billam-Smith | 31 de julio de 2021      |
| Semipesado     | vacante            |                          |
| Supermediano   | Lerrone Richards   | 15 de mayo de 2021       |
| Mediano        | Matteo Signani     | 11 de octubre de 2019    |
| Superwélter    | Kerman Lejarraga   | 11 de septiembre de 2021 |
| Wélter         | David Avanesyan    | 30 de marzo de 2019      |
| Superligero    | Sandor Martin      | 27 de julio de 2019      |
| Ligero         | vacante            |                          |
| Superpluma     | Salvi Jiménez      | abril de 2023            |
| Pluma          | Karim Guerfi       | 13 de agosto de 2021     |
| Supergallo     | Jason Cunningham   | 15 de mayo de 2021       |
| Gallo          | Lee McGregor       | 19 de marzo de 2021      |
| Mosca          | vacante            |                          |

### Femenino
| Clase de peso: | Campeón:         | Fecha de obtención:     |
| -------------- | ---------------- | ----------------------- |
| Supermediano   | vacante          |                         |
| Mediano        | Femke Hermans    | 5 de diciembre de 2020  |
| Superwélter    | vacante          |                         |
| Wélter         | vacante          |                         |
| Superligero    | vacante          |                         |
| Ligero         | vacante          |                         |
| Superpluma     | Elhem Mekhaled   | 22 de diciembre de 2018 |
| Pluma          | Nina Meinke      | 17 de noviembre de 2018 |
| Supergallo     | Mary Romero      | 18 de enero de 2020     |
| Gallo          | Melania Sorroche | 16 de marzo de 2018     |
| Supermosca     | Ashley Brace     | 14 de abril de 2018     |
| Mosca          | Ewelina Pękalska | 29 de enero de 2021     |
| Minimosca      | vacante          |                         |
| Paja           | vacante          |                         |